# Don Rehfeldt
Donald W. Rehfeldt, detto Don (Chicago, 7 gennaio 1927 – Wisconsin Rapids, 17 ottobre 1980), è stato un cestista statunitense, professionista nella NBA.

## Carriera
Venne selezionato dai Baltimore Bullets al primo giro del Draft NBA 1950 (2ª scelta assoluta).

## Palmarès
- NCAA AP All-America Third Team (1950)